# Louis de Froment
Louis de Froment (* 5. Dezember 1921 in Toulouse; † 19. August 1994 in Cannes) war ein französischer Dirigent.

## Leben und Wirken
De Froment studierte Violine, Flöte und Harmonielehre am Konservatorium seiner Heimatstadt, bevor er am Conservatoire de Paris Schüler von Louis Fourestier, Eugène Bigot und André Cluytens wurde. Nach dem Abschluss seines Studiums 1948 gründete er das Orchestre du Club d’Essay beim französischen Fernsehen. Zur gleichen Zeit tourte er mit einem eigenen Orchester und dem Flötisten Jean-Pierre Rampal durch Europa.
Bis 1956 war er musikalischer Direktor der Kasinos von Cannes und Deauville. Er dirigierte an der Opéra-Comique und war von 1958 bis 1959 Chefdirigent des Kammerorchesters von Radio Nizza. Von 1958 bis 1980 war er Chefdirigent des Sinfonieorchesters von Radio Luxemburg, danach dessen Erster Gastdirigent.
In den 1950er Jahren nahm de Froment mit dem L’Oiseau-Lyre Orchestre Ensemble vorrangig Werke von Komponisten des 17. und 18. Jahrhunderts auf, außerdem auch Frank Martins Cembalokonzert mit Isabelle Nef und Jean Françaix’ Invocation à la volupté. Mit dem Rundfunkorchester von Radio Luxemburg spielte er vor allem Werke französischer und deutscher Komponisten des 19. und frühen 20. Jahrhunderts ein, darunter das komplette Orchesterwerk Claude Debussys, die Werke für Klavier und Orchester von Camille Saint-Saëns mit Gabriel Tacchino, sowie zeitgenössische Kompositionen wie Marcel Landowskis Les Adieux, Charles Chaynes Four Illustrations sowie dessen Trompetenkonzert (mit Maurice André).